# Ebba Witt-Brattström
Ebba Marcelle Witt-Brattström, född 1 juni 1953 i Stockholm, är en svensk litteraturvetare, professor och feminist.

## Biografi

### Akademisk karriär
Witt-Brattström disputerade för filosofie doktorsexamen 1988 vid Stockholms universitet på avhandlingen Moa Martinson: Skrift och drift i trettiotalet. Hon verkade sedan som forskarassistent vid universitetet och docentförklarades 1995. Mellan 2000 och 2012 var Witt-Brattström professor i litteraturvetenskap med genusinriktning vid Södertörns högskola. Hon blev därmed den första kvinnan att inneha en professur vid lärosätet. Under perioden 1998–2003 var hon ledamot i Kungliga Tekniska högskolans styrelse, utnämnd av regeringen som företrädare för allmänheten. Mellan 2008 och 2011 innehade hon Dag Hammarskjöld-professuren vid Humboldtuniversitetets Nordeuropa-Institut i Berlin.
Witt-Brattström tillkallades av regeringen som särskild utredare och publicerade 1995 SOU:n Viljan att veta och viljan att förstå. Kön, makt och den kvinnovetenskapliga utmaningen i högre utbildning. (SOU 1995:110). Som forskare har hon också varit sakkunnig i utvärderingar av dansk och finländsk högskoleutbildning inom litteratur- och kulturvetenskapliga ämnen respektive genusvetenskap. Sedan 1993 är hon medlem av forskningsrådet vid Arbetarrörelsens arkiv och bibliotek. Hon utnämndes som professor i nordisk litteratur vid Helsingfors universitet 2012 och gick i pension i juni 2021.

### Forskning och akademisk gärning

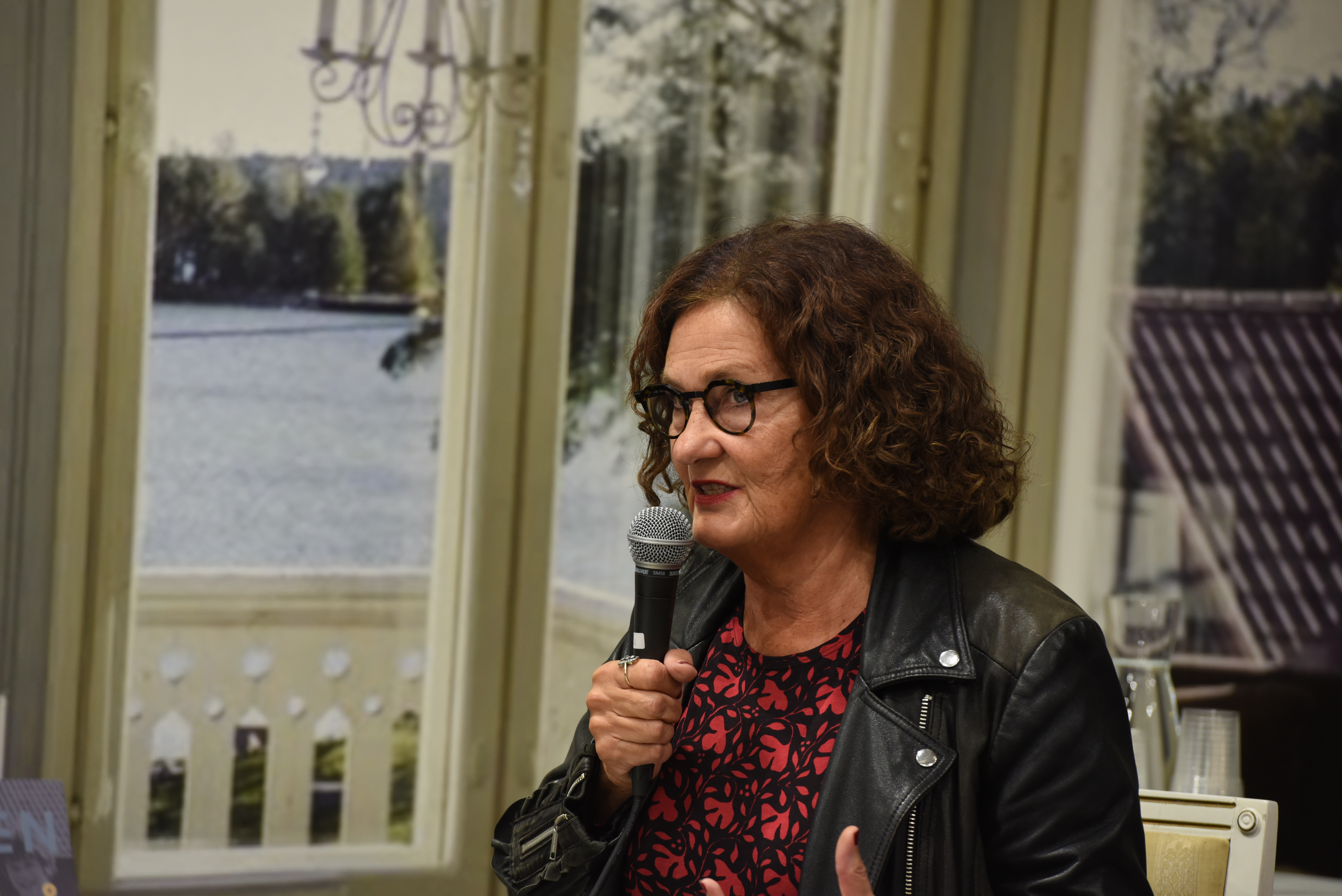
Ebba Witt-Brattström deltog även på Bokmässan 2024 där hon höll ett uppskattat föredrag om Moa Martinsons och Harry Martinsons betydelse för varandras författarskap.

Ebba Witt-Brattströms doktorsavhandling gav en ny bild av Moa Martinsons författarskap och ledde till att detta omvärderades. Avhandlingen förlades på Norstedts förlag och kom därigenom att få en bredare spridning bland allmänheten än vad som är vanligt för vetenskapliga publikationer. Därmed blev den en del i en våg av intresse för den sena svenska modernismen, där bland annat den manliga dominansen i synen på epoken kom att belysas.
Witt-Brattström har ett fokus på psykoanalys som litterär metod och genusinriktningen har varit tydlig i hennes författarskap. I sina senare publikationer har hon behandlat Julia Kristeva (1990), Edith Södergran (1997), Heliga Birgitta (2003) och Laura Marholm/Ola Hansson (2007). 1990 var hon med och grundade tidskriften Divan: tidskrift för psykoanalys och kultur. Hon ingick i redaktionen för Nordisk kvinnolitteraturhistoria 1981-1996 och var svensk huvudredaktör för det tredje bandet av fem. Under åren 1990–1999 var Witt-Brattström ledamot i Nordiska rådets litteraturpriskommitté.

### Feministisk aktivist
Under tidigt 1970-tal blev Witt-Brattström medlem av den feministiska organisationen Grupp 8. Inför valet 1994 var hon tillsammans med Maria-Pia Boëthius och Agneta Stark initiativtagare till nätverket Stödstrumporna. Genom att hota med att bilda ett nytt kvinnoparti fick man riksdagspartierna att lyfta fram fler kvinnliga kandidater och att driva kvinnofrågor.
I april 2005 ingick hon i interimsstyrelsen för intresseföreningen Feministiskt initiativ (Fi). I september samma år beslutades på Fi:s årsmöte att man skulle ombildas som ett politiskt parti och ställa upp i riksdagsvalet. Witt-Brattström kom dock aldrig att delta i partiet hon propagerat för. Efter årsmötet, ett knappt halvår efter att hon varit med om att bilda organisationen, fanns hon inte längre med i organisationens ledning. Enligt Witt-Brattström så finns det inte tid att vara aktiv i partiets styrelse och samtidigt sköta sitt arbete som litteraturprofessor. Witt-Brattström har senare kritiserat partiet för att anta en vänsterinriktning och ta upp frågor som främst berör särskilda grupper av kvinnor som homo-, bi- och transpersoner samt invandrade. Hon har framför allt gått i polemik med dåvarande ledamoten av Fi:s styrelse, queerfeministen professor Tiina Rosenberg.

### Övriga aktiviteter
Under våren 2017 och 2018 och hösten 2019 var hon lagledare för det vinnande laget i Kulturfrågan Kontrapunkt, som sändes på SVT1. Efter tre vunna säsonger fick laget inte längre delta i programmet då de bedömts som stormästare. De hade bara förlorat en match på tre säsonger.

## Bakgrund, uppväxt, familj
Ebba Witt-Brattströms föräldrar kom, var för sig, till Sverige som flyktingar under andra världskriget. Fadern var en tysk-svensk antinazist uppvuxen i ett borgerligt hem. Mormodern, som spelade en central roll i Witt-Brattströms uppväxt, flydde med sin familj till Sverige 1944. Hon kom från en bakgrund av "livegna" arbetare vid ett estniskt gods.
Föräldrarna skildes tidigt och Witt-Brattström växte upp med mor, mormor och tre systrar. Hon gick i flickskola de första åren. Själv menar Witt-Brattström att det påverkat henne positivt då hon inte fogades in i könsrollsmönstret.
Åren 1977–1982 var hon gift med Ola Holmgren och 1989–2014 med Horace Engdahl. Hon har fyra söner.

### Som författare
- Witt-Brattström, Ebba m. fl. (1977). Nio kvinnor nio liv. Stockholm: Prisma. Libris 7406674. ISBN 91-518-1135-9
- Moa Martinson: Skrift och drift i trettiotalet. Stockholm: Norstedt. 1988. Libris 7154992. ISBN 91-1-883422-1
- Malm, Stig & Witt-Brattström, Ebba (1989). Sex, klasskamp och kvinnoförtryck. Verdandi socialpolitisk debatt, 56. Stockholm: Verdandi. ISSN 0348-5102 Libris 891800
- Ur könets mörker: Litteraturanalyser. Stockholm: Norstedt. 1993. Libris 7156278. ISBN 91-1-929261-9
- Svanberg, Birgitta & Witt-Brattström, Ebba (1995-2000). Hundra skrivande kvinnor. Stockholm: Natur och kultur. Libris 8227664
  -  Del 1: Från forntiden till och med romantiken. 1995. Libris 2113476. ISBN 91-27-59434-3
  -  Del 2: Från realismen till modernismen. 1997. Libris 2113477. ISBN 91-27-59435-1
  -  Del 3, Från mellankrigstid till millennieskifte. 2000. Libris 8227665. ISBN 91-27-59436-X
- Ediths jag: Edith Södergran och modernismens födelse. Stockholm: Norstedt. 1997. Libris 7157327. ISBN 91-1-971402-5
- Dekadensens kön: Ola Hansson och Laura Marholm. Stockholm: Norstedt. 2007. Libris 10415400. ISBN 978-91-1-301415-9
- Å alla kära systrar! Historien om mitt sjuttiotal. Stockholm: Norstedt. 2010. Libris 11656635. ISBN 978-91-1-302055-6
- Stå i bredd: 70-talets kvinnor, män och litteratur. Stockholm: Norstedt. 2014. Libris 14981439. ISBN 978-91-1-305852-8
- Kulturmannen och andra texter. Stockholm: Norstedt. 2016. Libris 18560377. ISBN 978-91-1-307153-4
- Århundradets kärlekskrig: Punktroman. Stockholm: Norstedt. 2016. Libris 19203138. ISBN 978-91-1-307308-8
  -  Århundredets kærlighedskrig: Punktroman. København: C&K. 2016. Libris 19743613. ISBN 978-87-93368-11-8
  -  Love/war. London: Nordisk Books. 2017. Libris 21787417. ISBN 978-0-9954852-2-8
  -  Århundradets kärlekskrig, spelversion: En krigsförklarning, en kärleksförklarning  [dramaturgi: Nora Nilsson]. Stockholm: Kulturhuset Stadsteatern. 2017. Libris 20877663
  -  Vuosisadan rakkaussota. Helsinki: Into Kustannus. 2018. Libris 22465064. ISBN 978-952-264-898-3
- Kulturkvinnan och andra texter. Stockholm: Norstedts. 2017. Libris 20719344. ISBN 978-91-1-308077-2
- Historiens metoo-vrål: Är jag inte människa. Stockholm: Norstedts. 2019. ISBN 978-91-1309268-3
- Vi drabbade samman med våra ödens hela bredd. Stockholm: Historiska Media. 2024. ISBN 978-91-8050387-7

### Översättningar
- Brantenberg, Gerd (1978). Egalias döttrar: En roman. Stockholm: Prisma. Libris 7406729. ISBN 91-518-1199-5  – Översättning från norska.
- Kuijer, Guus (1978). Dom stora kan man lika gärna koka soppa på. Stockholm: Prisma. Libris 7406687. ISBN 91-518-1154-5 –  Översättning från nederländska.
- Sida vid sida: kvinnokamp på fabrik & kontor. Tema nova. Stockholm: Rabén & Sjögren. 1979. Libris 7234569. ISBN 91-29-53306-6 – Förkortad utgåva av Kvinder i kamp (danska).

### Redaktörskap
- Holmquist, Ingrid & Witt-Brattström, Ebba, red (1983). Kvinnornas litteraturhistoria. Del 2: 1900-talet. Stockholm: Författarförlaget. Libris 268338. ISBN 91-7054-422-0 – Även översatt till danska.
- Kristeva, Julia (1990). Stabat mater och andra texter i urval av Ebba Witt-Brattström. Stockholm: Natur och kultur. Libris 7228624. ISBN 91-27-02021-5
- Martinson, Moa (1990). I egen sak: Noveller, kåserier, artiklar och brev i urval av Kerstin Engman och Ebba Witt-Brattström. Stockholm: Tiden. Libris 7421673. ISBN 91-550-3591-4
- Andreas-Salomé, Lou (1995). Wedin, Cia & Witt-Brattström, Ebba. red. Erotik och narcissism. Divanserien. Stockholm: Natur och kultur. Libris 7229358. ISBN 91-27-04325-8
- Södergran, Edith (1997). Vaxdukshäftet: Edith Södergrans ungdomsdiktning   i urval av Ebba Witt-Brattström. Stockholm: Norstedt. Libris 7157388. ISBN 91-1-972121-8
- Birgitta (2003). ”I dig blev den store Guden en liten pilt”: Heliga Birgittas himmelska uppenbarelser i urval av Ebba Witt-Brattström. Stockholm: Norstedt. Libris 8907772. ISBN 91-1-301215-0
- Witt-Brattström, Ebba & Lennerhed, Lena, red (2003). Kvinnorna skall göra det! Den kvinnliga medborgarskolan vid Fogelstad – som idé, text och historia. Samtidshistoriska frågor, 6. Huddinge: Samtidshistoriska institutet, Södertörns högskola. ISSN 1650-450X Libris 9326218. ISBN 91-89615-05-0. http://urn.kb.se/resolve?urn=urn:nbn:se:sh:diva-67
- The new woman and the aesthetic opening: Unlocking gender in twentieth-century texts. Södertörn academic studies, 20. Huddinge: Södertörns högskola. 2004. ISSN 1650-433X Libris 9592175. ISBN 91-89315-44-8
- Benedictsson, Victoria (2008). Witt-Brattström, Ebba. red. Ord på liv och död: Kortprosa, drama, dagbok. Svenska klassiker utgivna av Svenska akademien. Stockholm: Atlantis. Libris 18150763. ISBN 978-91-7353-248-8. http://litteraturbanken.se/forfattare/BenedictssonV/titlar/OrdPaLivOchDod/info
- Witt-Brattström, Ebba, red (2012). I Moas sak: från ny Moaforskning till Moaprisets historia. Sällskapet Moas vänners skriftserie, 1. Stockholm: Sällskapet Moas vänner. Libris 13559978

## Priser och utmärkelser
- 1991 – Moa-priset
- 2004 – Lotten von Kræmers pris
- 2014 – Ivar Lo-Johanssons personliga pris [9]
- 2015 – Elin Wägner-sällskapets pris "Årets väckarklocka"[10]
- 2016 – Mårbackapriset [11]